# Château Porgès de Rochefort-en-Yvelines
Le château Porgès de Rochefort-en-Yvelines ou château neuf de Rochefort-en-Yvelines est un château français situé dans la commune de Rochefort-en-Yvelines, dans le département des Yvelines et la région Île-de-France. Il ne doit pas être confondu avec le château de Rochefort-en-Yvelines situé en contrebas et classé au titre des monuments historiques.

## Histoire
En 1898, Jules Porgès, diamantaire réputé d'origine autrichienne, achète le domaine et décide d'offrir à sa femme, Rose Anna Wodianer, une somptueuse réplique de l'Hôtel de Salm Kyrbourg, actuel palais de la Légion d'honneur à Paris, mais en multipliant par deux certaines proportions.
La première pierre fut posée le 5 juillet 1899 à 11 h 30 et la dernière 5 ans plus tard en 1904. Les travaux furent confiés à des hommes ayant marqué l'histoire de l’architecture et de l'art décoratif : Charles Mewes, Georges Hoentschel, Paul Cottancin, Émile Devilette… Les meilleurs, ou en devenir, qui, après avoir officié un an plus tôt aux ordres de César Ritz, place Vendôme à Paris, se sont attachés à satisfaire les exigences de leurs richissimes commanditaires, figures emblématiques de l'aristocratie parisienne. De fait, l'édifice est probablement le plus audacieux jamais construit en Île-de-France entre les deux guerres (1870-1914).
Les intérieurs du château - grande salle à manger, grande galerie, grand hall (dit Louis XV ou doré), l'escalier d'apparat - présentent de nombreux éléments copiés d'après les édifices remarquables des XVIIe et XVIIIe siècles et adaptés aux vastes proportions des pièces de l'édifice. Les modèles, des références pour de nombreux apprentis décorateurs, sont toujours visibles à Paris ou à l'étranger (au Metropolitan Museum of Art de New York).
Ainsi, le château symbolise "l'art de la copie" en vogue auprès du gotha mondain à cette époque.
Le paysagiste Verharghe imagina les jardins, la pièce d'eau d'un hectare ainsi que la cascade du château et son confrère, l'artiste Ferdinand Faivre, peupla le parc de ses sculptures décoratives.
Madame Porgès, ayant un goût fort prononcé pour les créations du XVIIIe siècle, fit de son château au style néo-classique un véritable musée où les convives pouvaient à loisir admirer nombre de tableaux, meubles rares, bronzes et autres dentelles et ivoires.
Pendant dix ans, toute la population des environs se presse aux fastueuses réceptions organisées par le couple. Mais, en 1914, la guerre éclate : le château devient un hôpital. Jules Porgès meurt en 1921 et est inhumé dans le cimetière de Rochefort derrière l'église où furent enterrés également les seigneurs de Rohan et de Bernis.
En 1924, Madame Porgès vend le domaine de 800 hectares à Jean-Léopold Duplan, fabricant de soieries qui a fait fortune aux États-Unis. Il scinde l'ensemble en deux parties sous forme de deux sociétés immobilières : la Rochefort Foncière qui englobe les châteaux dans leur parc actuel et la société du Domaine de Tourelle qui concerne le reste de l'immense propriété.
Il faudra attendre 1940 pour que les châteaux retrouvent un acquéreur, monsieur Chatard, qui reprit la société Rochefort Foncière. Le château ne fut occupé que très peu de temps par les Allemands avant que les Américains n'y installent 4 000 hommes qui restèrent jusqu'en 1945. Monsieur Chatard, de son vivant, n'eut de cesse de restaurer les ruelles effondrées de Rochefort, les bâtiments, l'actuel château et les ruines anciennes, d'entretenir les jardins, les pièces d'eau. Il mourut en 1955. Or, dans les archives de Rochefort, on peut lire ceci : « Quelques années plus tard, la société Rochefort Foncière une fois encore, passait en d'autres mains, mais pour quels destins ? On s'interrogeait avec un peu d'anxiété (…) À quel usage seraient affectés les deux châteaux survivants ? »
En 1964, le château est le principal lieu de tournage de Yoyo, un film de Pierre Étaix. En 1966, des scènes de la comédie musicale Anna de Pierre Koralnik y seront également tournées.
Le domaine a trouvé sa vocation moderne sous la plume d'Andrée Madeleine Duchet. En effet, en 1961, Jean-Pierre Bruggeman, fondateur de la société Algeco, achète le domaine et décide d'y créer un golf, avec le soutien financier de Monsieur Chamley. Les travaux d'aménagement se révèlent être un gouffre financier et Jean-Pierre Bruggeman est contraint de vendre le domaine aux enchères en 1964. Le groupe japonais, Chisan Takei Mihiro l'acquiert pour le revendre 37 ans plus tard, en 2001, à la société Albatros.
Depuis 2008, le château est réservé à l'accueil de séminaires d'entreprises. Il a été acquis, ainsi que le golf, en juin 2016 par la SCPI Foncia Pierre Rendement pour la somme de 15 050 000 euros.

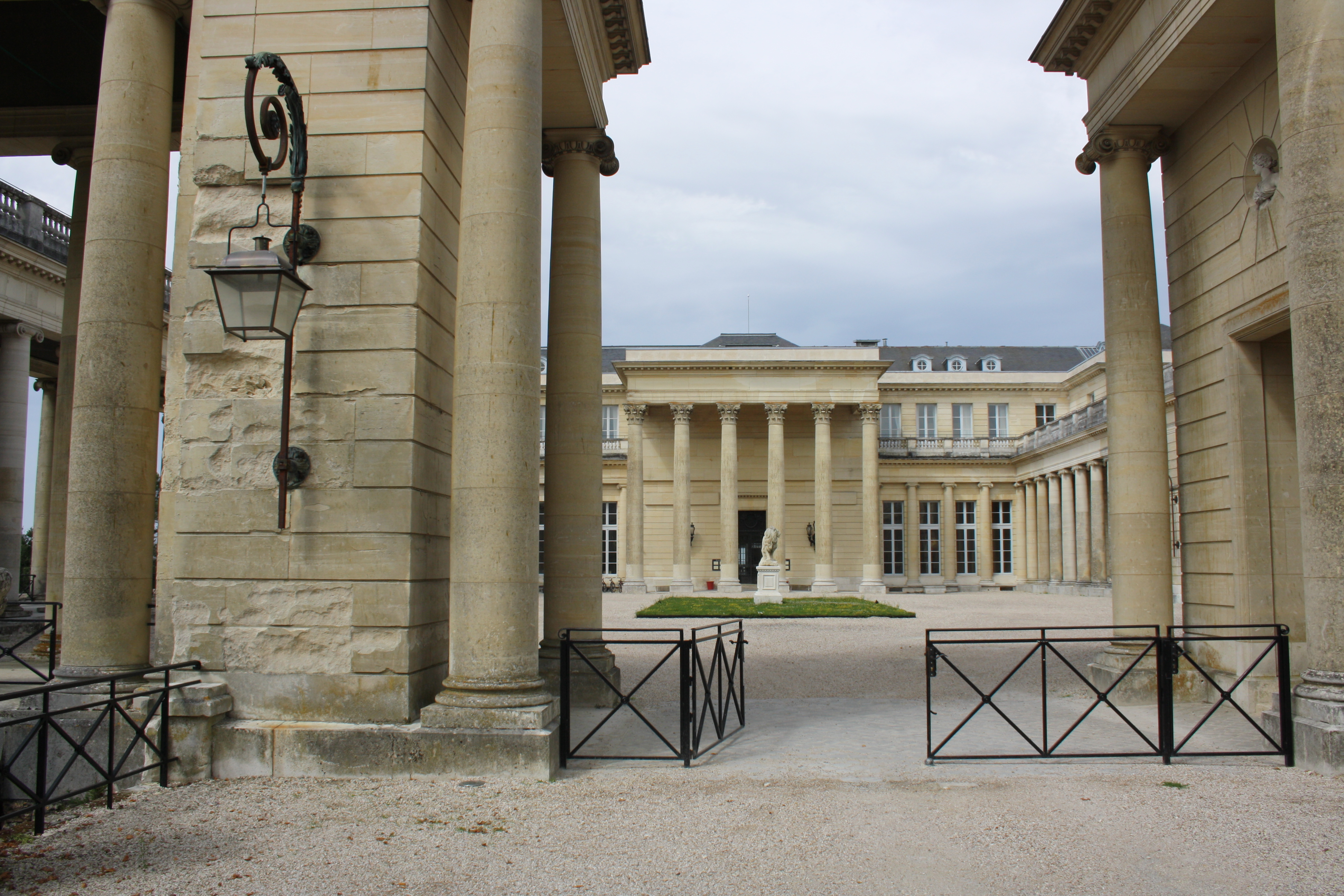
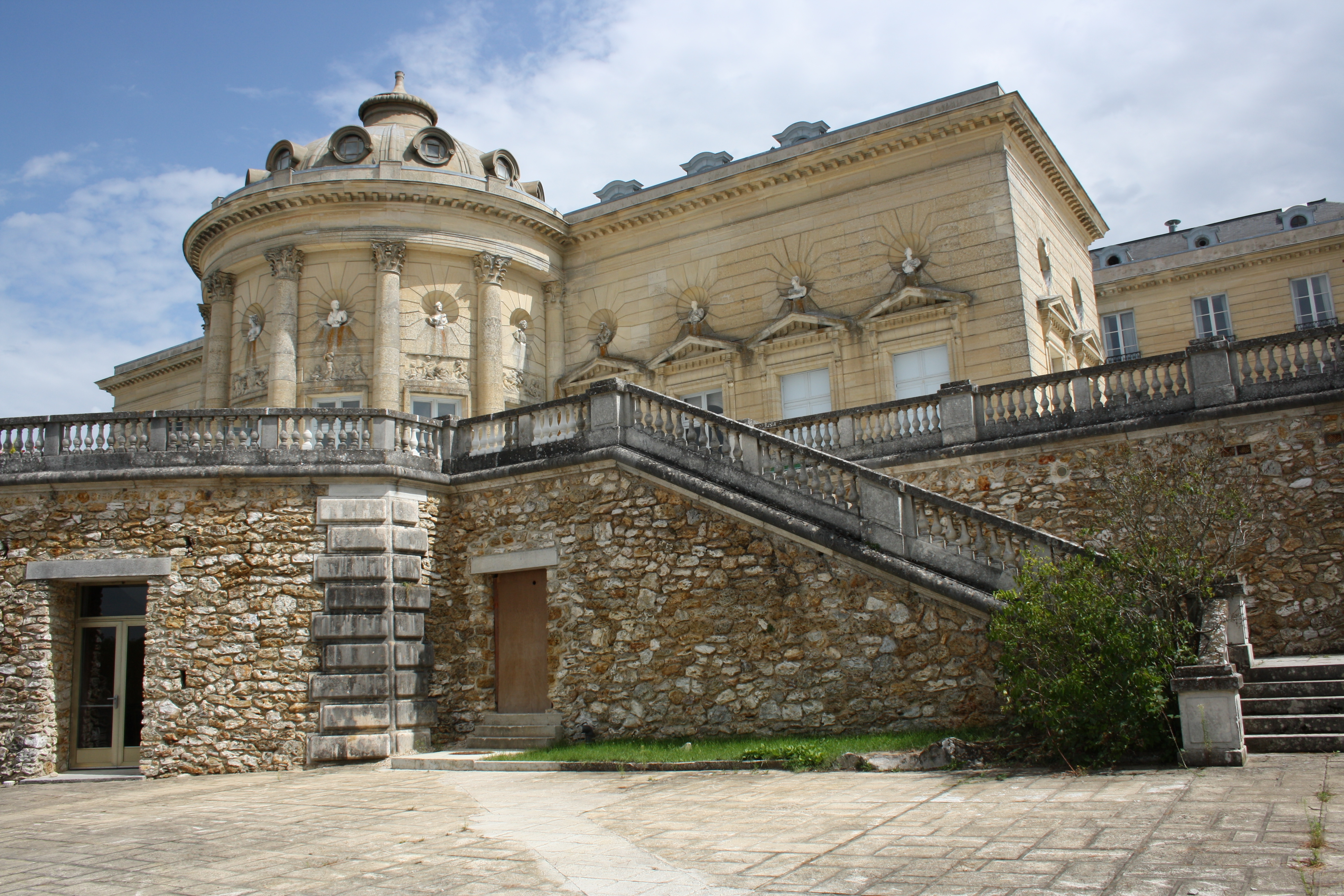

## Cinéma et télévision
Le château a servi de lieu de tournage pour plusieurs films et téléfilms, notamment :
- 1921 : Mademoiselle de La Seiglière d'André Antoine
- 1929 : Figaro de Tony Lekain et Gaston Ravel
- 1935 : Koenigsmark réalisé par Maurice Tourneur[9]
- 1965 : Yoyo de Pierre Étaix
- 1967 : Anna, téléfilm de Pierre Koralnik
- 1970 : La Vampire nue de Jean Rollin
- 1970 : Rendez-vous à Badenberg, feuilleton télévisé de Jean-Michel Meurice
- 1973 : Le Jeune Fabre, feuilleton télévisé de Cécile Aubry
- 1974 : Les murs ont des oreilles de Jean Girault
- 1980 : Les Charlots contre Dracula de Jean-Pierre Desagnat et Jean-Pierre Vergne
- 1981 : L'Ombre rouge de Jean-Louis Comolli
- 1982 : Guy de Maupassant de Michel Drach
- 2022 : Le Nouveau Jouet de James Huth